# Jan de Vries (politicus)
Jan Marinus de Vries (Goudriaan, 23 juli 1965) is een Nederlands politicus en bestuurder. Hij is lid van het CDA. Sinds 13 april 2021 is hij burgemeester van Sliedrecht.

## Opleiding en ambtelijke loopbaan
De Vries ging naar de mavo en tot 1983 de havo op het CSG Willem de Zwijger in Schoonhoven. Van 1983 tot 1986 volgde hij de economisch-juridische richting aan de heao van de Hogeschool van Utrecht. Van 1986 tot 1991 studeerde hij Nederlands recht (privaatrecht en staats- en bestuursrecht) en van 1991 tot 1995 juridische bestuurswetenschappen (beleid en management) aan de Rijksuniversiteit Utrecht. In 1989 ging hij aan de slag als persoonlijk medewerker van CDA-Tweede Kamerlid Helmer Koetje en van 1990 tot 1992 als beleidsmedewerker binnenlandse zaken en onderwijs bij de CDA-Tweede Kamerfractie. Van 1992 tot 1996 was hij assistent-griffier van de Tweede Kamer.

## Politieke loopbaan
De Vries was van 1994 tot 1999 lid van de gemeenteraad van Graafstroom. Van 1999 tot 2002 had hij zitting in de Provinciale Staten van Zuid-Holland. Van van 23 mei 2002 tot 17 juni 2010 was hij lid van de Tweede Kamer. Bij zijn afscheid als Tweede Kamerlid op 16 juni 2010 werd hij benoemd tot ridder in de Orde van Oranje-Nassau.

## Maatschappelijke loopbaan
De Vries stapte in 1996 over naar het onderwijs. Hij werd in 1996 secretaris van het college van bestuur en hoofd studentenvoorzieningen van de Ichthus Hogeschool/Hogeschool Delft. In 2000 werd hij algemeen directeur van Ichthus Holding B.V.. Na zijn Tweede Kamerlidmaatschap was hij, van 23 augustus 2010 tot 1 januari 2016, directeur bij MEE Nederland. . Van 1 januari 2016 tot 17 oktober 2016 was hij algemeen directeur bij ActiZ. Van 1 april 2017 tot 1 april 2021 was hij voorzitter van CNV Connectief.

## Burgemeester van Sliedrecht
De Vries werd op 2 maart 2021 door de gemeenteraad van Sliedrecht voorgedragen als nieuwe burgemeester. Op 6 april 2021 heeft de minister van Binnenlandse Zaken en Koninkrijksrelaties de voordracht overgenomen zodat hij bij koninklijk besluit met ingang van 13 april 2021 benoemd kon worden. Op die datum vond ook de installatie plaats en werd hij beëdigd door de commissaris van de Koning in Zuid-Holland Jaap Smit. In zijn portefeuille heeft hij: openbare orde en veiligheid; preventief en correctief alcohol- en drugsbeleid; bestuur en juridische zaken; handhaving openbare orde en veiligheid; dienstverlening, bedrijfsvoering en personeel & organisatie; communicatie en citymarketing.

## Nevenfuncties
De Vries is, naast zijn nevenfuncties ambtshalve, lid van de raad van toezicht van de Stichting Leger des Heils Welzijns- en Gezondheidszorg en de Stichting Leger des Heils Jeugdbescherming en Reclassering, voorzitter van de Stichting Het Juridisch Loket (op voordracht van het ministerie van Justitie en Veiligheid), voorzitter van de Vereniging Woongroep De Groene Wei, lid van het comité van aanbeveling van Sien, belangenvereniging voor mensen met een verstandelijke beperking en voorzitter van de werkgroep Rechtspositie van de Protestantse Kerk in Nederland.

## Persoonlijk
De Vries is getrouwd en heeft drie kinderen. Hij was lid van de kerkenraad van de Hervormde Gemeente Goudriaan, qua modaliteit behorend bij de Gereformeerde Bond in de Protestantse Kerk in Nederland.
- Gemeinsame Normdatei: 173920691
- Parlement.com: vg9fgopzbxy3
- Virtual International Authority File: 195286088